# 約瑟夫·貝爾
約瑟夫·貝爾（英語：Joseph Bell，1837年12月2日—1911年10月4日）是蘇格蘭外科醫師，愛丁堡皇家外科醫學院院士，曾任愛丁堡皇家外科醫學院院長。為柯南·道爾筆下人物夏洛克·福爾摩斯的原型。

## 生平
約瑟夫·貝爾1859年在爱丁堡大学医学院獲得醫學博士學位。1866年出版了《外科手術手冊》（Manual of the Operations of Surgery）。1887年當選愛丁堡皇家外科醫學院院長。

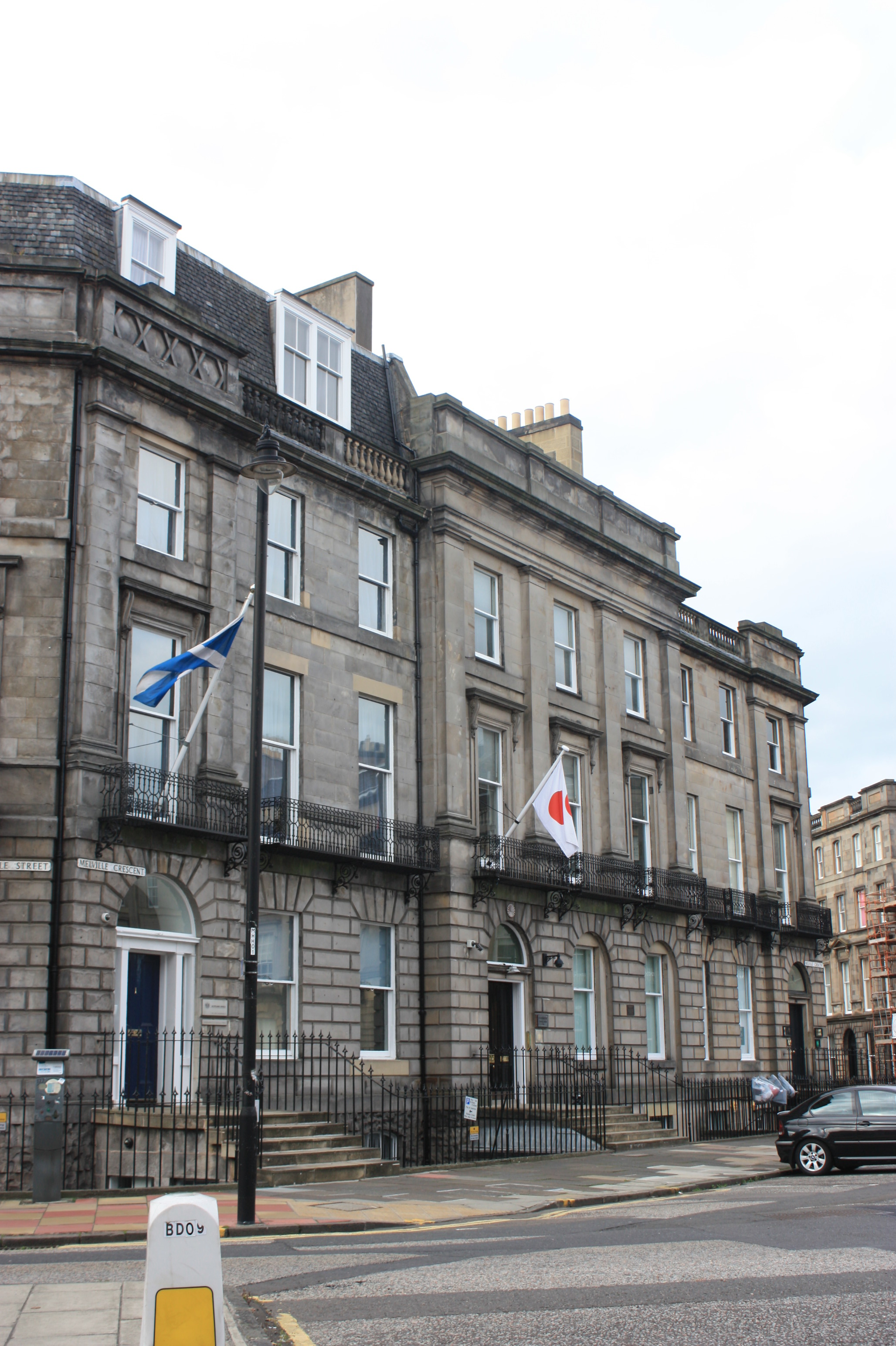
位於愛丁堡市中心的故居

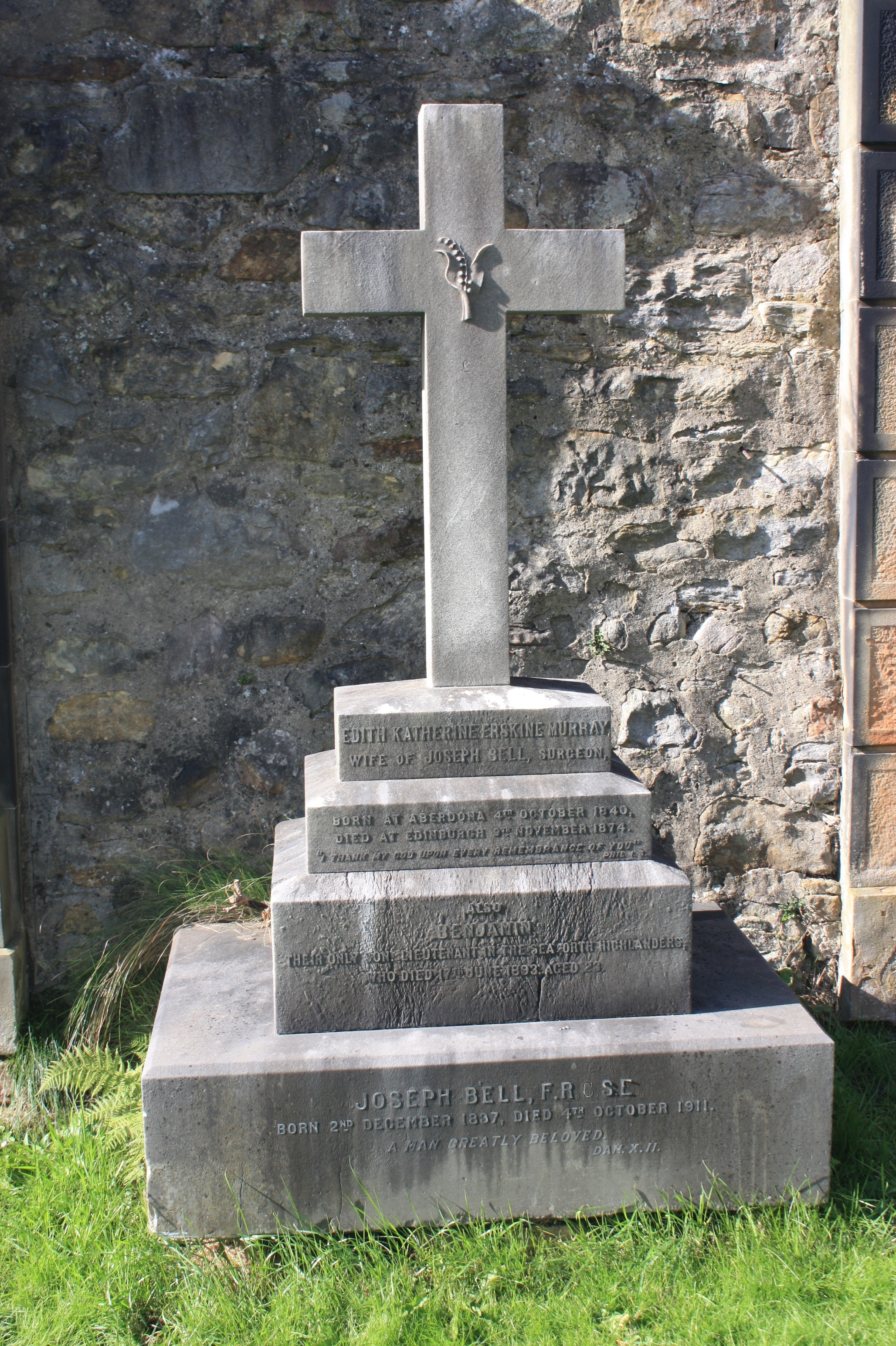
迪恩公墓的墓碑

於1911年10月4日去世，葬於愛丁堡的迪恩公墓。

## 福爾摩斯的原型
1877年，約瑟夫·貝爾在愛丁堡大學醫學院擔任講師時，柯南·道爾是他的學生之一。貝爾的觀察力給柯南·道爾留下深刻的印象。後來柯南·道爾在創作《福爾摩斯》系列小說的主角時，其主要的靈感來源就是貝爾。
貝爾的觀察力十分驚人，能夠從一個人的某些特質而推斷出對方的職業和問題。他曾參與過幾次愛丁堡的警方調查。
在1888年「开膛手杰克」連環殺人案發生期間，蘇格蘭場向貝爾諮詢，貝爾將他認定的兇手名字裝在信封內交給警方。

## 外部連結
- Joseph Bell的作品  - 古騰堡計劃
- 互联网档案馆中約瑟夫·貝爾的作品或与之相关的作品